# James Wen
James Wen (Kaohsiung, 22 de fevereiro de 1978) é um ator taiwanes, modelo e ex-repórter. Ele é conhecido por seu desempenho no drama taiwanês My Queen, pelo qual recebeu uma de suas quatro indicações ao Golden Bell Awards. De acordo com Yahoo! Search, Wen foi a 9ª celebridade mais pesquisada de janeiro a abril de 2009.

## Prêmios e indicações
| Ano  | Prêmio             | Categoria                              | Resultado |
| ---- | ------------------ | -------------------------------------- | --------- |
| 2009 | Golden Bell Awards | Melhor Ator Coadjuvante em Série de TV | Indicado  |
| 2010 | Golden Bell Awards | Melhor Ator em Série de TV             | Indicado  |
| 2011 | Golden Bell Awards | Melhor Ator em Série de TV             | Indicado  |
| 2016 | Emmy Internacional | Melhor Ator                            | Pendente  |